# Tipula pomposa
Tipula pomposa är en tvåvingeart som beskrevs av Ernst Evald Bergroth 1888. Tipula pomposa ingår i släktet Tipula och familjen storharkrankar. Inga underarter finns listade i Catalogue of Life.